# Oficina de las Naciones Unidas para Asuntos del Espacio Exterior
La Oficina de las Naciones Unidas para Asuntos del Espacio Exterior (en inglés, United Nations Office for Outer Space Affairs, UNOOSA) es una organización de la Asamblea General de las Naciones Unidas encargada de implementar las políticas de la Asamblea relacionadas con el espacio.
Su sede se encuentra en las oficinas de Naciones Unidas en Viena, Austria. La oficina implementa el Programa de Aplicaciones Espaciales y mantiene un registro de objetos lanzados al espacio. La oficina también proporciona apoyo a las naciones en vías de desarrollo para que usen la tecnología espacial para desarrollar sus economías.